# Dibutil estar skvarične kiseline
Dibutil estar skvarične kiseline (SADBE) ima ulogu kao imunostimulant i kao alergen. Potiče od skvarične kiseline.

## Trenutna medicinska upotreba
Dibutil estar skvarične kiseline se koristi za lečenje bradavica uzrokovanih Humanim papiloma virusom kod dece i kao tretman za bolest opadanja kose poznatije kao Alopecia areata ili alopecia totalis autoimuno opadanje kose. SADBE površinsku imunostimulaciju postiže tako što proizvodi neprimetnu i razblaženu alergičnu reakciju na površini kože.

## Kliničke studije
- Dibutil estar skvarične kiseline je bio pod kliničkom studijom I faza za tretman labialnog herpesa.[7]
- Dibutil estar skvarične kiseline se trenutno ispituje u kliničkoj studiji  faza za tretman labialnog herpesa.[8]
- SADBE je trenutno pod istragom u predkliničkoj studiji za tretman genitalnog herpesa.[9]